# Радоје Рогановић
Радоје Рогановић Црногорац (Прогоновићи, 1851 – 11. април 1899) је био српски песник из Књажевине Црне Горе. Био је државни благајник, учитељ, и писао родољубиве народне песме са темама из историје Србије и Црне Горе, и црногорског двора. Пореклом је из Трњине, из рода Цуце, и потомак кнеза Рогана ког је Петар II Петровић Његош опевао у Горском вијенцу. Босанска вила је писала о његовом животу.

## Дела
- Књагиња спаситељка Милена (1887)
- Ропство владике црногорског Данила Петровића Његоша у зети почетком 18. вијека - спјев (1887)
- Царев лаз - драма у три чина (1892)
- Безименом Мостарцу писцу издајничке пасквале Права истина нанерене против Црне Горе и цијелог српства (1894)
- Нови двори (1895)
- Ободска прослава (1895)
- Слобода црногорска (1897)
- Шумадинска слобода (1897)[5]
- Споменица вјеридбе  и вјенчања црногорских књагињица Милице и Стане
- Бој на Трњине - драма у стиху